# Anarchy in the UK: Live at the 76 Club
Anarchy in the UK: Live at the 76 Club – koncertowy album zespołu Sex Pistols nagrany 24 września 1976 podczas występu w „100 Club” w Londynie.

## Lista utworów
1. „Anarchy in the U.K.”
2. „I Wanna Be Me"
3. „Seventeen"
4. „New York"
5. „No Lip"
6. „(I'm Not Your) Steppin' Stone"
7. „Satellite"
8. „Submission"
9. „Liar"
10. „Substitute"
11. „No Feelings"
12. „No Fun"
13. „Pretty Vacant”
14. „PA Trouble"
15. „Problems"

## Skład
- Johnny Rotten – wokal
- Steve Jones – gitara, wokal
- Glen Matlock – gitara basowa
- Paul Cook – perkusja